# Andreas Calagius
Andreas Calagius (* 30. November 1549 in Breslau, Fürstentum Breslau; † 21. November 1609 ebenda) war ein deutscher Dichter und Pädagoge.

## Leben
Calagius studierte Philologie und erlangte den Magistergrad in diesem Fach. Anschließend wurde er Rektor am Glatzer Konvikt. Im Jahr 1576 kehrte er nach Breslau zurück. Er wurde als Professor Mitglied im Kollegium des Magdalenäum. 1579 wechselte er als Präzeptor an das Elisabethan, stieg dort zum Professor auf und ging 1586 in den Ruhestand.
Calagius schrieb eine große Zahl lateinischer Gedichte und mehrere philologische Werke für den Unterricht sowie einige deutschsprachigen Dramen. Er war kaiserlich gekrönter Dichter.

## Werke (Auswahl)
- Latinorum: inprimis verò Principis horum Virgilii, Fritsch, Görlitz 1591.
- Latina, Vocum Phrasiumque Optimarum Synonyma, Baumann, Breslau 1597.
- Komödie von der Rebecka, Liegnitz 1599.
- Biblidos Siue Miracvlorvm, aut, si mauis, Opervm Divinorvm, serie Biblica descriptorum, Libri decem, Lantzenberger, Leipzig 1600.
- Komödie von der Susanna, Leipzig 1604.